# Aeonium undulatum
Aeonium undulatum és una espècie fanerògama tropical amb fulles suculentes de la família de les crassulàcies. Aeonium undulatum és un endemisme de Gran Canària a les Illes Canàries, essent-hi freqüent localment, des del 400 fins als 600 m. Es troba a Moya, Tenteniguada, Santa Brígida, etc., i és sovint característica del paisatge quan està en flor.

## Morfologia

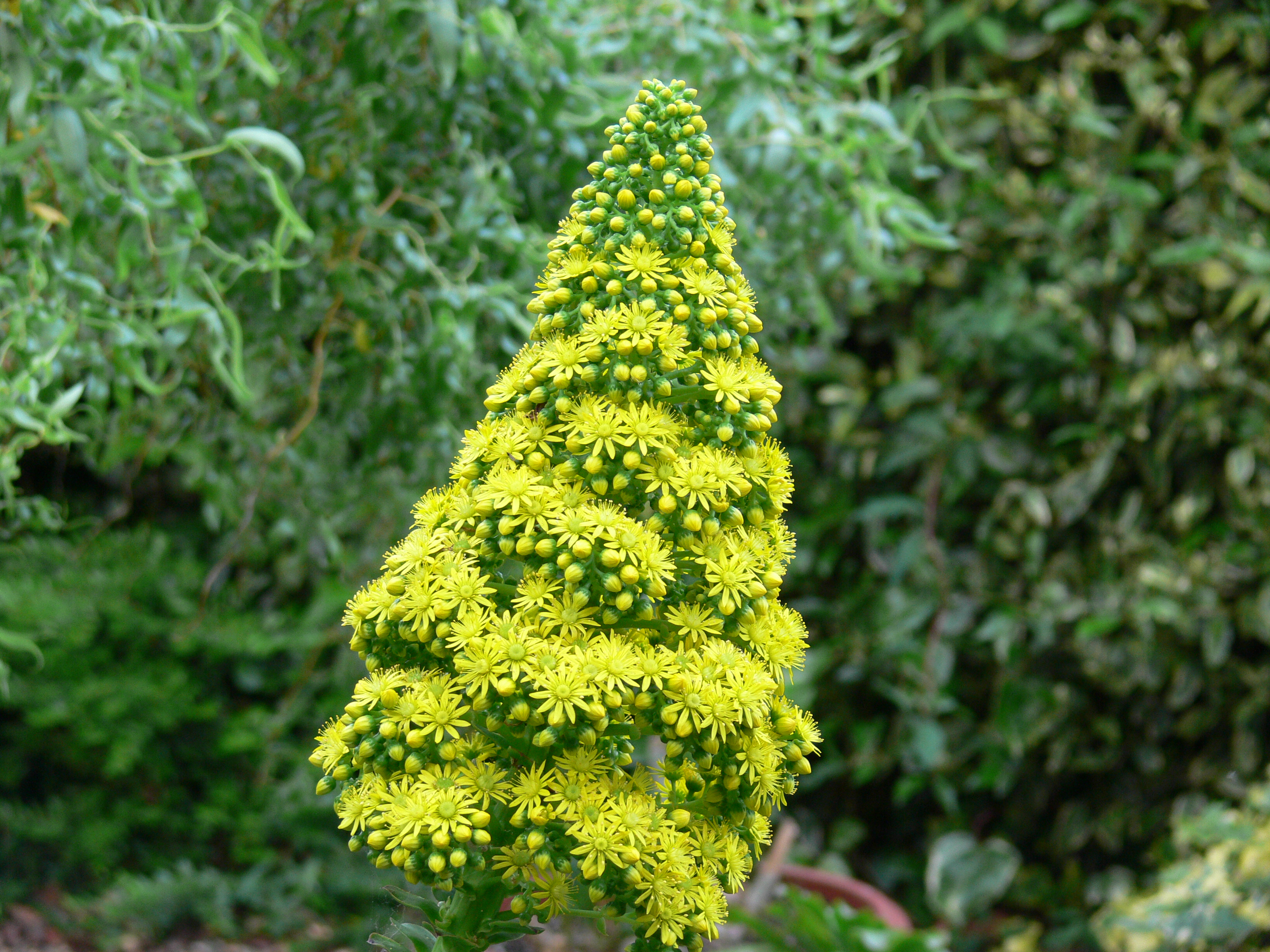
Inflorescència

Pertany al grup d'espècies arbustives amb tiges no ramificades. Les noves tiges sorgeixen subterràniament del rizoma de la tija mare. Arriba a mesurar els 90 cm d'alçada i la seva roseta mesura 30 cm de diàmetre, tenint unes fulles molt grans, verdes fosques de tall vermell, brillants, sovint ondulades per les vores i oblong-espatulades. Les flors, en una inflorescència piramidal, molt gran, frondosa i cònica, són de color groc, generalment 10-partides. Les escames són quadrades i blanquinoses.

## Taxonomia
Aeonium undulatum va ser descrita per Webb i Berthel. i publicada a Histoire Naturelle des Îles Canaries 3(2:1): 197 (1841). Aeonium éws un nom genèric del llatí aeonium, aplicat per Dioscòrides Pedaci a una planta crassa, probablement derivat del grec "aionion", que significa "sempre viva". undulatum és un epítet que prové del llatí "undula", que significa "ona", fent referència a les fulles ondulades.